# Domus Municipalis de Bragança
A Domus Municipalis localiza-se na cidade de Bragança, no Município e no Distrito de Bragança, em Portugal.
Encontra-se classificado como Monumento Nacional desde 1910.

## História
Foi construído no século XII.
Embora muito se tenha escrito sobre a sua finalidade, não existe um consenso entre os estudiosos. Serviu como cisterna de água, mas existem dúvidas acerca de se teria sido esta a sua função original.
A designação porque é hoje conhecida (em latim "Domus Municipalis", em língua portuguesa "Casa Municipal") deve-se a que foi utilizado como Paços do Concelho pela Administração Municipal de Bragança.
Foi classificada como Monumento Nacional em 1910

## Características

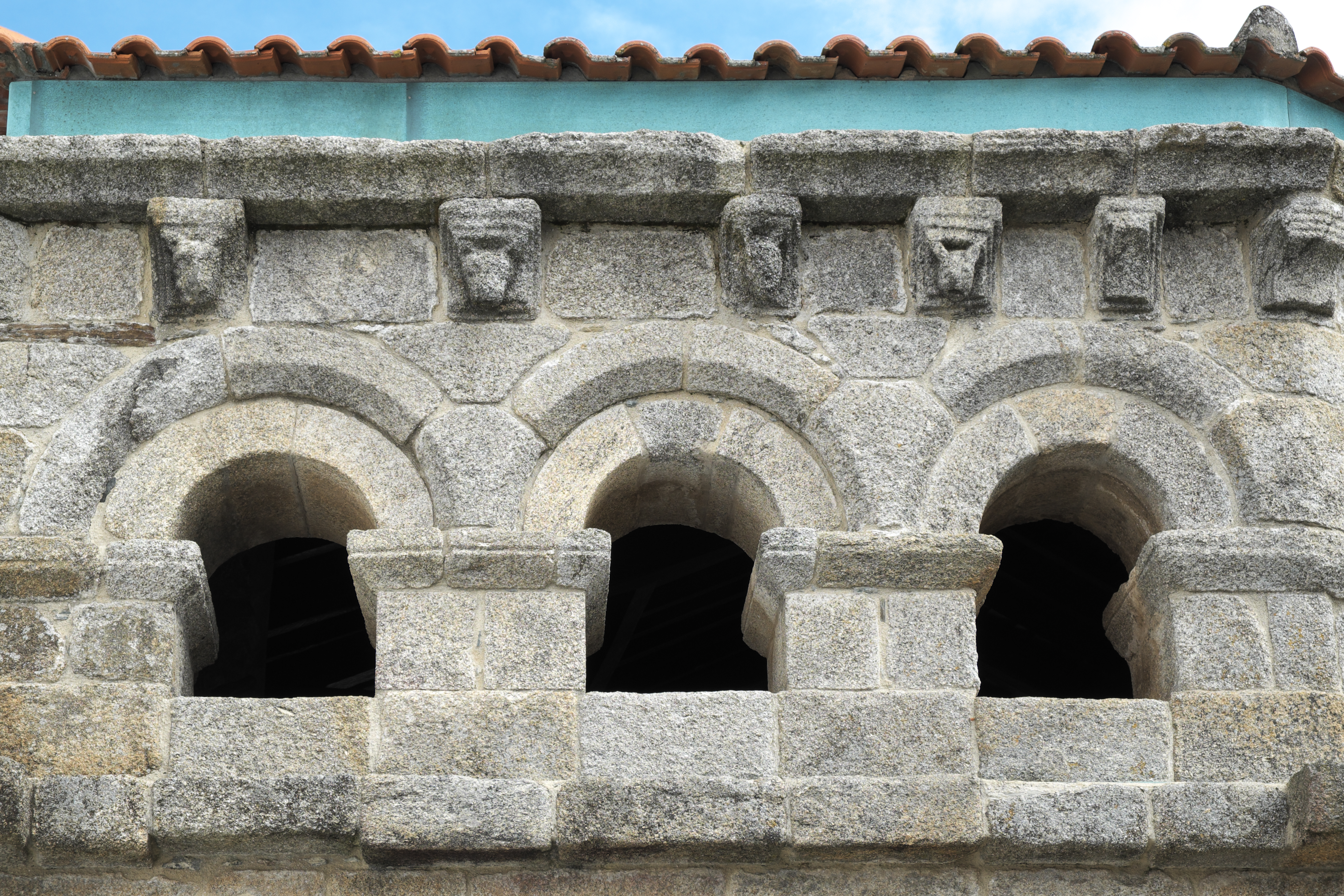
Cachorrada no Exterior

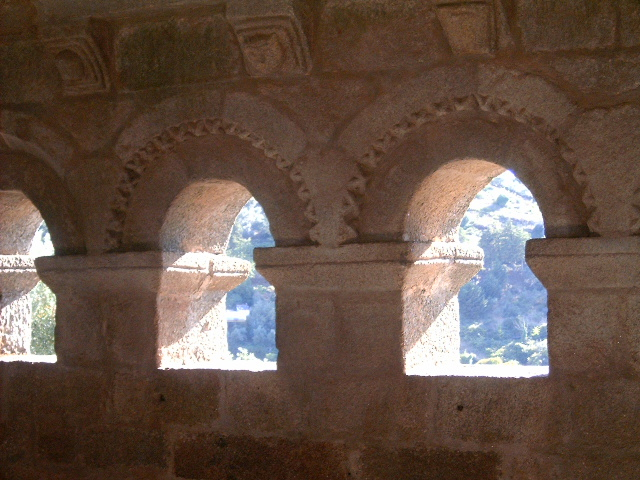
Decoração em "X" nalguns arcos no interior

Em alvenaria de pedra, apresenta planta na forma um pentágono irregular com um telhado de cinco águas. Possui um subterrâneo, que abriga uma cisterna abobadada, reforçada por dois arcos torais.
No Exterior, em cima das arcadas que percorrem o edifício podem-se observar nas cornijas 64 cachorros de decoração fitomórfica, antropomórfica, zoomórfica e geométrica.
Já no interior podemos observar que as paredes também terminam em cornija que por sua vez assenta em 53 cachorros. Ainda mais, alguns arcos apresentam uma decoração com "X" que percorre o vão inteiro.